# CLCNKB
CLCNKB‏ (Chloride voltage-gated channel Kb) هوَ بروتين يُشَفر بواسطة جين CLCNKB في الإنسان.